# 南斯拉夫總理
南斯拉夫总理是歷史上南斯拉夫各政權南斯拉夫王國、南斯拉夫聯邦人民共和國、南斯拉夫社會主義聯邦共和國和南斯拉夫聯盟共和國直到1992年南斯拉夫解體前的政府首腦職稱。